# Börstigs församling
Börstigs församling var en församling i Skara stift och i Falköpings kommun. Församlingen uppgick 2010 i Åsarps församling. 

## Administrativ historik
Församlingen har medeltida ursprung. Församlingen införlivade före 1540 Mussla församling och omkring 1550 Döve församling.
Församlingen var till 1962 moderförsamling i pastoratet Börstig, Kärråkra och Brismene som under medeltiden även omfattade Mussla församling och till omkring 1550 Döve församling. Från 1962 till senast 1998 var den annexförsamling i pastoratet Kinneved, Vårkumla, Börstig och Brismene. Åtminstone från 1998 till 2002 var församlingen annexförsamling i pastoratet Floby, Göteve, Trävattna, Hällestad, Grolanda, Jäla, Kinnevad, Vårkumla, Börstig, Brismene, Åsarp, Gökhem, Sörby, Vilske-Kleva och Ullene. Församlingen var från 2002 till 2006 annexförsamling i pastoratet Floby, Göteve, Hällestad-Trävattna, Grolanda-Jäla, Kinneved, Börstig, Åsarp, Gökhem, Sörby, Vilske-Kleva och Ullene. Från 2006 till 2010 var församlingen annexförsamling i pastoratet Floby, Kinneved, Åsarp, Gökhem, Vilske-Kleva, Grolanda-Jäla och Börstig. Församlingen uppgick 2010 i Åsarps församling.

## Kyrkor
- Börstigs kyrka